# Silverängsblomfluga
Silverängsblomfluga (Melanogaster parumplicata) är en tvåvingeart som först beskrevs av Friedrich Hermann Loew 1840.  Silverängsblomfluga ingår i släktet ängsblomflugor, och familjen blomflugor. Arten är reproducerande i Sverige.